# Abu Abbas
Muhammad Zaidan, ook bekend als Abu Abbas en Muhammad Abbas (Arabisch: أبو العباس, Abū ʿAbbās) (Jarmuk, 10 december 1948 — Irak, 8 maart 2004) was de oprichter van het Palestijns Bevrijdingsfront. 

## Biografie
Abu Abbas werd geboren als Muhammad Zaidan in het Palestijnse vluchtelingenkamp Yarmuk in Syrië. In 1968 werd hij lid van het Volksfront voor de Bevrijding van Palestina (PFLP). In 1977, toen meningsverschillen ontstonden tussen het PFLP, de PLO en andere Palestijnse organisaties, verliet Abu Abbas het PFLP en richtte het PLF op.
Het PLF, in tegenstelling tot het PFLP, was een voorstander van onderhandelingen met Israël en werkte samen met de PLO en al Fatah. In 1984 werd Abu Abbas gekozen in het uitvoerend bestuur van de PLO en in 1989 speelde hij een belangrijke rol in de vredesonderhandelingen tussen de Palestijnen en Israël.
Gedurende de jaren 80 voerde het PLF diverse aanvallen uit op zowel burger- als militaire doelen in Noord-Israël. De groep raakte bekend door de kaping van het Italiaanse cruiseschip Achille Lauro en de moord op Leon Klinghoffer, een opvarende invalide en bejaarde joodse Amerikaan. Hiervoor werd Abu Abbas in Italië bij verstek tot levenslang veroordeeld. 
Voormalig lid van de Israëlische Militaire Inlichtingendienst Ari Ben-Menashe verklaarde in zijn in 1992 gepubliceerde boek "Profits of War" dat deze kaping een "Black Operation" was, welke door de Mossad geregisseerd was om de publieke opinie te beïnvloeden ten nadele van de Palestijnen. Abbas kreeg enige miljoenen uitbetaald om dit uit te voeren. De organisatie zou geleid zijn door Rafi Eitan en de teamleden zouden zich richting Abbas hebben voorgedaan als Italiaanse maffiosi. 
Onder druk van Italië en de VS werd hij door Tunesië uitgezet. Hij vluchtte naar Bagdad en zette de activiteiten van de PLF voort vanuit die stad.
Op 15 april 2003, tijdens de Golfoorlog, werd hij door VS-troepen gevangengenomen toen hij vanuit Bagdad naar Syrië probeerde te vluchten. Op 9 maart 2004 maakte het Pentagon bekend dat hij een dag eerder in een VS-gevangenis een natuurlijke dood stierf.